# リレー (人工衛星)

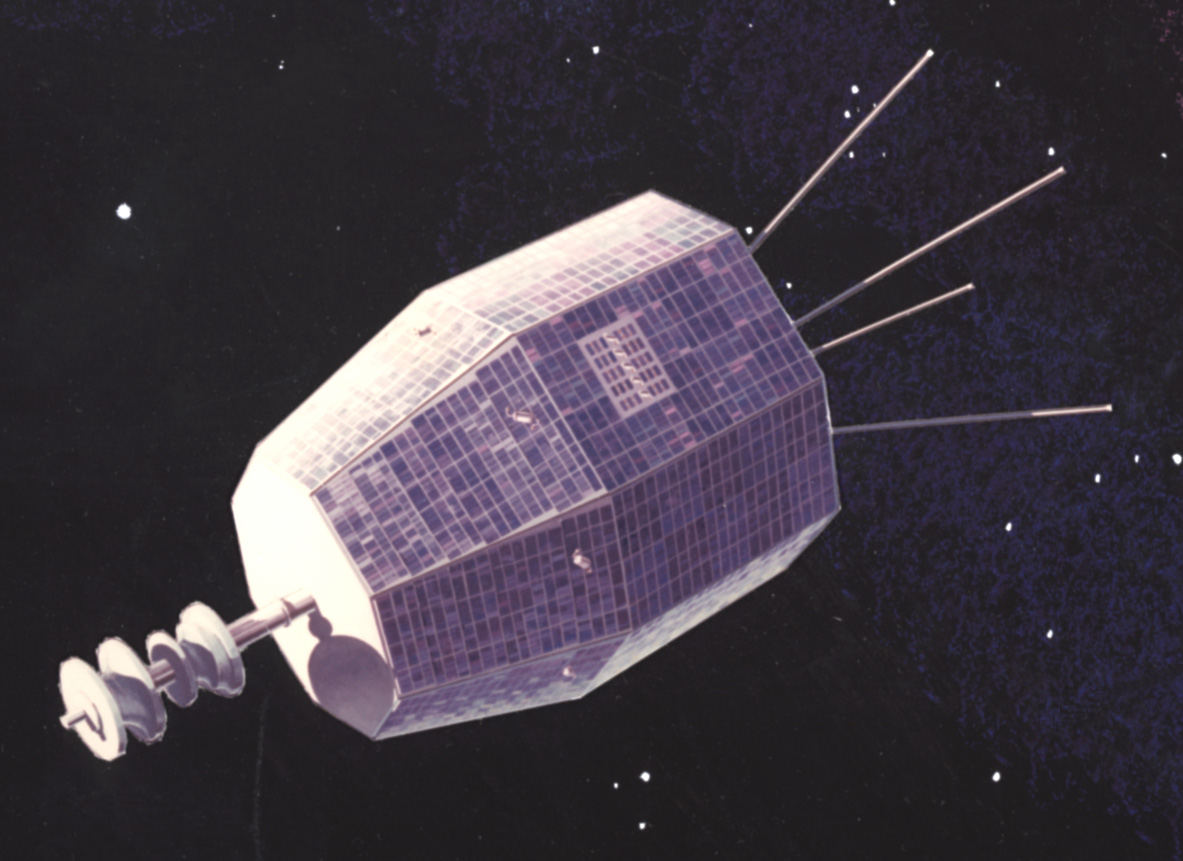
リレー衛星のイラスト

リレー衛星は楕円形の低軌道を飛んだアメリカの人工衛星、リレー1号とリレー2号の総称。2つともNASAが資金提供を行い、RCAが開発を行った元々は実験的な通信衛星であった。2016年12月2日現在、2つともまだ軌道上にある。リレー1号は初めてアメリカのテレビの電波を太平洋を越えて送信した。

## リレー1号
リレー1号（Relay 1、国際宇宙空間研究委員会（COSPAR）衛星ID：1962-Beta-Upsilon 1 、62BU1）は1962年12月13日、ケープカナベラル空軍基地のLC-17Aから、デルタBロケットの上に取り付けられて打ち上げられた。地球の放射線帯をマッピングするために設計された放射線の計器も積まれていた。遠地点は7500kmで近地点は1300kmであった。スピン安定化衛星は最初のスピン・レートが167.3rpmで、最初のスピン軸配向は-68.3度の偏角と-56度の右上がり角を持つ。軌道周期は185.09分であった。打ち上げ後すぐに2つの基本的な問題が生じた。1つは偽のコマンドに対する衛星の応答であり、1つは高出力レギュレータが漏れたことであった。この漏れにより最初の2週間の衛星運転は無意味となった。こののちは衛星運転は正常に戻った。トラッキングのためと遠隔測定のための送信機をそれぞれ1つ載せていた。遠隔測定システムは1152ビット/秒のPCMであった。1秒間に遠隔測定フレーム当たり128の指令を出し、粒子実験では113個を用いた。漏れの問題により、1965年に宇宙機を低電圧状態に戻した。1965年2月10日まで散発的に送信が行われた。それ以降は利用可能な科学的データは得られていない。

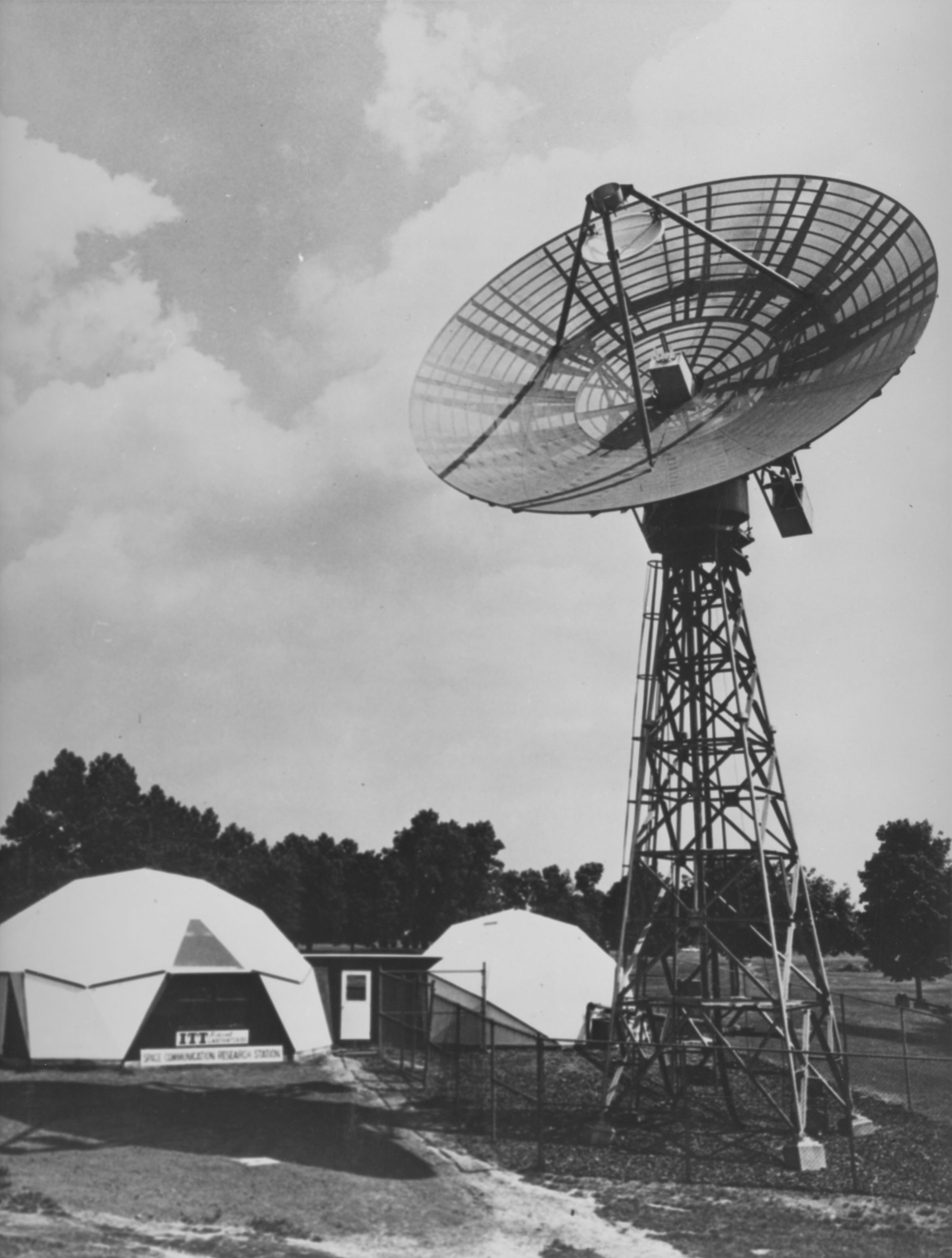
リレー計画の地上局

リレー1号はアメリカから日本へテレビを放送する初の衛星であった。オービット2677の最初の放送（1963年11月22日、2027:42-2048 (GMT)、ダラス時間午後1時27分）はアメリカ合衆国大統領から日本国民へ暗殺の2日前（1963年11月20日）ホワイトハウスにて事前に録画されていたスピーチを放映する予定であったが、その代わりにジョン・Ｆ・ケネディの暗殺が伝えられた。オービット2678において、Record, Life of the Late John F. Kennedyという番組を放送した。これはアメリカと日本で同時に放送された最初のテレビ番組であった。後のオービットで、NBCはホワイトハウスから大聖堂への葬送を放送した。ケネディ暗殺の3日後、リレー1号は合計11（ヨーロッパに8、日本に3）の地域放送を統御した。衛星の全ての有用な通信は、その悲劇的な出来事を即時に報道することを可能にした。
1964年8月、1964年の東京オリンピックの東京からの放送を、アメリカ-ヨーロッパ間のリンクとして使用された。アメリカへはシンコム3号を経由して送信された。2つの衛星がテレビ放送のために一緒に使われたのはこれが初めてである。

## リレー2号
リレー2号（Relay 2、COSPAR衛星ID：Relay 2 1964-003A）は1964年1月21日、ケープカナベラル空軍基地のLC-17BからデルタBロケットの上に取り付けられて打ち上げられた。遠地点は7600kmで近地点は1870kmであった。物理的にはリレー1号に近い。この衛星での設計変更により性能が改善され、偽のコマンドに対する応答が本質的に除去された。搭載されたトランスポンダ2台のうち1つは1966年11月20日まで正常に作動した。その時から1670年1月20日の失敗まで、動作するまで普通より長い時間を要した。もう1つのトランスポンダは1967年6月9日まで動作したが、それ以降は正常に動作せずスペースデブリとなっていた。
しかし、57年後の2024年6月13日に短くも非常に強力で鮮明な信号を、オーストラリア西部のマーチソン電波天文台にある電波望遠鏡が検出した。この信号は30ナノ秒にも満たない小さな高速電波バーストだった。その後の分析により、当局は2025年6月にこの信号をリレー2号が発信したと発表した。どのようにしてリレー2号が信号を発信したかについては、衛星の金属表面に蓄積された静電気が突然放出されたか、微小な隕石が衝突したことによる電磁バーストが放出された可能性が指摘されている。